# Josef Selmayr (General)
Josef Selmayr (* 7. Juli 1905 in Straubing; † 11. November 2005) war ein deutscher Offizier des Heeres, zuletzt Brigadegeneral der Bundeswehr. Vom September 1957 bis März 1963 war er zweiter Leiter des Militärischen Abschirmdienstes (MAD).

## Leben
1924 machte Josef Selmayr das Abitur am Wilhelmsgymnasium München. Er trat am 1. April 1924 als Offizieranwärter des Infanterie-Regiments 19 in Landshut in die Reichswehr ein. Dort war er von 1927 bis 1933 Zugführer und wurde am 1. Januar 1928 zum Leutnant ernannt. Von Mai 1933 bis September 1935 war er Zugführer und Kompaniechef in der Nachrichten-Abteilung 7 in München. Von 1935 bis 1937 wurde er an der Kriegsakademie in Berlin zum Generalstabsoffizier ausgebildet. Anschließend war er Sachbearbeiter in der 5. Abteilung des Generalstabs des Heeres/Oberkommando des Heeres und von März 1938 bis Mai 1940 Transportoffizier im Generalstab des XII. Armeekorps. Von Mai 1940 bis Januar 1941 war er Bevollmächtigter Transportoffizier der 18. Armee und anschließend bis Juni 1941 Bevollmächtigter Transportkommissar/Transportchef Südost.
Selmayr wurde im Juni 1941 Erster Generalstabsoffizier (Ia) der 11. Panzerdivision und im März 1942 der 31. Infanterie-Division im Russlandfeldzug eingesetzt. Zuletzt war er ab August 1943 als Oberst i. G., zu dem er am 1. November 1943 ernannt wurde, Erster Generalstabsoffizier der Heeresgruppe F (Oberbefehlshaber Südost) auf dem Balkan. Er erhielt das Eiserne Kreuz 1. und 2. Klasse sowie im Juli 1943 das Deutsche Kreuz in Gold.
Er geriet bei Kriegsende in Kriegsgefangenschaft, wurde 1946 vom Vereinigten Königreich an Jugoslawien ausgeliefert und nach zweijähriger Untersuchungshaft 1948 in Belgrad vom Obersten Militärgericht als Kriegsverbrecher zu 15 Jahren Zwangsarbeit verurteilt. Selmayr konnte aufgrund einer Amnestie vom Oktober 1950 nach Deutschland zurückkehren. Seit 1951 war er Angehöriger der Organisation Gehlen, wo er unter dem Decknamen Seewald die Militärspionage Südosteuropa leitete. Am 1. April 1956 wurde er in den neu errichteten Bundesnachrichtendienst übernommen.
Am 7. Juni 1956 wurde Selmayr als Oberst in die neu gegründete Bundeswehr eingestellt und erster Leiter der Abteilung MAD im Wehrbereichskommando VI in München. Aus dieser Abteilung wurde später die MAD-Gruppe VI. Im September 1957 übernahm Selmayr von Gerhard Wessel den MAD und wurde erster Amtschef des zum 1. Oktober 1957 neu gegründeten Amtes für Sicherheit der Bundeswehr (ASBw), das an der MAD-Spitze stand. In dieser Funktion wurde er zum Brigadegeneral befördert. Er leitete das ASBw und damit den MAD bis Ende März 1964, als er im Alter von 58 Jahren in den einstweiligen Ruhestand versetzt wurde. Dies wurde nicht mit einem gestörten Vertrauensverhältnis begründet, sondern die Maßnahme sollte einer jüngeren Generation Platz machen.

## Familie
Josef Selmayr war der Sohn des Apothekers und Reserveoffiziers (Rittmeister der Reserve) Josef Selmayr (1877–1927) und dessen Frau Josefine, geborene Betz (1879–1938). Sein Großvater Georg Selmayr (1852–1920) war der Bruder des letzten Bogenhauser Bürgermeisters Josef Selmayr. Josef Selmayr ist der Vater des Juristen Gerhard Selmayr und Großvater des EU-Beamten Martin Selmayr.

## Publikationen
- Hundert Jahre Familie Selmayr in Schloßgut Erching. Selbstverlag, 1998.
- Josef Selmayr (Autor); Gerhard Selmayr (Hrsg.): Die grosse Pause. Deutsche Soldaten in Titos Gewalt. Books on Demand, Norderstedt 2014. ISBN 978-3-738-60004-9
- Josef Selmayr (Autor); Gerhard Selmayr (Hrsg.): Ein Sandkorn im Sturm: Aufzeichnungen eines Soldaten 1905–1945. Books on Demand, Norderstedt 2016. ISBN 978-3-741-20999-4